# Chiesa dei Santi Vincenzo e Anastasio (Cambiano)
La chiesa dei Santi Vincenzo e Anastasio è la parrocchiale di Cambiano, in città metropolitana ed arcidiocesi di Torino; fa parte del distretto pastorale Torino Sud-Est.

## Storia

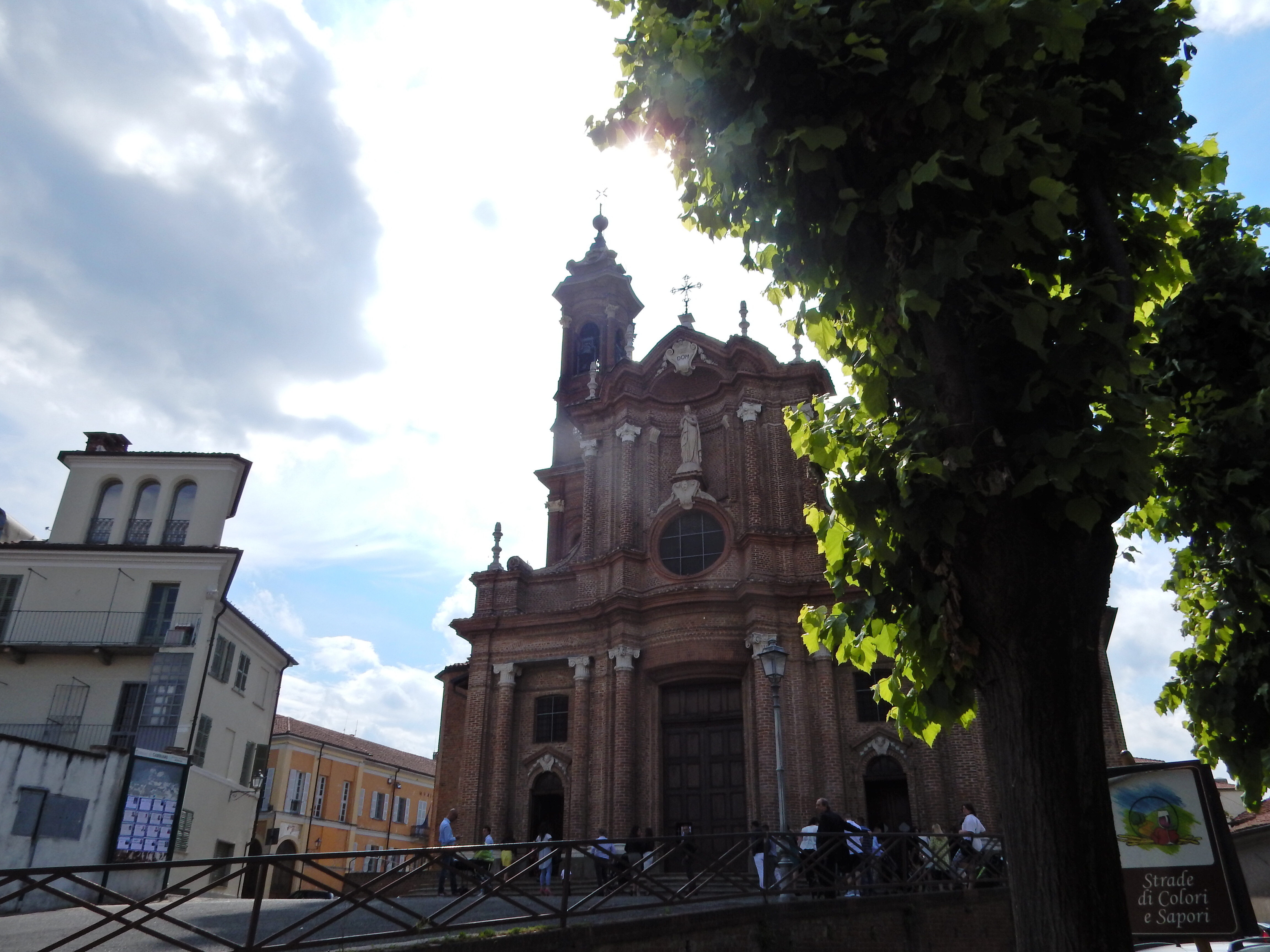
Altra inquadratura della chiesa

La prima citazione di una chiesa a Cambiano risale al 1064; questo edificio era a pianta rettangolare ed aveva l'ingresso rivolto ad occidente.
Nella bolla di papa Innocenzo II dell'8 novembre 1141 si legge che l'ecclesiam Sancti Vincentii de Campiano, che era una pieve con diverse chiese filiali, era a sua volta sottoposta alla collegiata di Santa Maria della Scala di Chieri, mentre grazie ad un documento di papa Eugenio III si conosce che la pieve cambiese era un possedimento dell'abbazia di Vezzolano.
La chiesa venne riedificata nel XIV secolo in stile gotico.
Il 23 aprile 1344 la chiesa, precedentemente intitolata solo a san Vincenzo, fu dedicata anche a sant'Anastasio.
L'edificio venne rifato nel XVI secolo con pianta a croce greca e nel 1559 fu realizzato il coro.
Dalla relazione della vista del 1646 s'apprende che la chiesa era a tre navate, con presbiteri, si forma quadrata e che annessa ad essa era la sacrestia, risalente al 1584.
Il 10 settembre del 1687, durante una seduta del locale consiglio comunale, fu deciso di ampliare la chiesa; l'attuale parrocchiale è dunque frutto del rifacimento condotto tra il 1687 e il 1688 dai capomastri Giuseppe, Lorenzo, Antonio e Giò Golzio. 
Nel XVIII secolo la facciata venne giudicata pericolante e, così, il 20 luglio 1744 l'architetto Bernardo Antonio Vittone fu incaricato di ricostruirla. In quel periodo venne pure eretto il campanile. La chiesa fu poi restaurata nel 1874.

## Descrizione

### Esterno
La facciata della chiesa, che è in stile barocco, è divisa in due registri, entrambi caratterizzati da colonne; sopra il portale maggiore c'è una finestra circolare, a sua volta sovrastata da una statua raffigurante la Beata Vergine Maria.

### Interno
Opere di pregio conservate all'interno della chiesa sono il fonte battesimale del 1474, la tela ritraente i Santi Carlo Borromeo e Filippo Neri, la statua di Sant'Antonio, la statua con soggetto la Beata Vergine con il Bambino, commissionata nel 1623 da Giovanna Maria de’ Tana e molto venerata in paese, il dipinto in cui si vede il Padreterno presso il quale la Vergine intercede a favore della anime del Purgatorio, i due quadri che rappresentano la morte di San Giuseppe e la visita della Madonna a santa Elisabetta, la quindici formelle dei Misteri del Rosario, il quadro con la Madonna col Bambino, assieme alle sante Anna, Lucia, Dorotea ed Elisabetta d'Ungheria e la tela raffigurante la Madonna di Loreto con la casa di Nazaret, attorniata da vari Santi tra cui Giovanni, Sebastiano Martire, Rita, Antonio e Brigida.